# Afo Dodoo
Afo Dodoo (23 de novembro de 1973) é um ex-futebolista profissional ganês que atuava como defensor.

## Carreira
Afo Dodoo representou a Seleção Ganesa de Futebol nas Olimpíadas de 1996.